# Nimbus Roman No9 L
Nimbus Roman es un tipo de letra con serifa creada por URW++ en 1987, eventualmente liberada bajo licencia GPL y AFPL (como Type 1 para Ghostscript) en 1996 y LPPL en 2009. Se trata de una de las varias fuentes libres ofrecidas por URW++ y consiste en Normal, Negrita, Cursiva y Negrita Cursiva.
Nimbus Roman No 9 L tiene una métrica casi idéntica a la de Times y Times New Roman aunque los caracteres no son exactamente los mismos. Es una de las 35 fuentes alternativas libres Ghostscript a los 35 tipos de letra Postscript básicas (ITC Avant Garde Gothic, ITC Bookman, Courier, Helvética, New Century Schoolbook, Palatino, Symbol, Times, ITC Zapf Chancery, ITC Zapf Dingbats).
Es un tipo de letra estándar en varias distribuciones GNU/Linux. Fue usada como fuente por defecto en OpenOffice.org Writer en algunas distribuciones GNU/Linux (por ej. Ubuntu, hasta la versión 8.10; desde 9.04, la fuente por defecto es Liberation Serif).